# Championnat du Liberia de football
Le championnat du Liberia de football, appelé Orange First Division pour des raisons de sponsoring avec Orange, a été créé en 1956.

## Histoire
Créé 1956, le championnat liberien de première division n'a été remportée qu'une seule fois par un club en dehors de Monrovia. Elle a été dominée par le Mighty Barrolle FC et l'Invincible Eleven FC. Le championnat est organisé par la Fédération du Liberia de football.

## Palmarès
| Année          | Champion                                             |
| De 1956 à 1962 | Inconnu                                              |
| 1963           | Invincible Eleven (1)                                |
| 1964           | Invincible Eleven (2)                                |
| 1965           | Invincible Eleven (3)                                |
| 1966           | Invincible Eleven (4)                                |
| 1967           | Mighty Barrolle (1)                                  |
| 1968           | Championnat non disputé                              |
| 1969           | Championnat abandonnée                               |
| 1970           | Championnat non disputé                              |
| 1971           | Championnat non disputé                              |
| 1972           | Mighty Barrolle (2)                                  |
| 1973           | Mighty Barrolle (3)                                  |
| 1974           | Mighty Barrolle (4)                                  |
| 1975           | Championnat non disputé                              |
| 1976           | Saint Joseph Warriors FC (1)                         |
| 1977           | Championnat non disputé                              |
| 1978           | Saint Joseph Warriors FC (2)                         |
| 1979           | Saint Joseph Warriors FC (3)                         |
| 1980           | Invincible Eleven (5)                                |
| 1981           | Invincible Eleven (6)                                |
| 1982           | Championnat non disputé                              |
| 1983           | Invincible Eleven (7)                                |
| 1984           | Invincible Eleven (8)                                |
| 1985           | Invincible Eleven (9)                                |
| 1986           | Mighty Barrolle (5)                                  |
| 1987           | Invincible Eleven (10)                               |
| 1988           | Mighty Barrolle (6)                                  |
| 1989           | Mighty Barrolle (7)                                  |
| 1990           | Championnat non disputé                              |
| 1991           | LPRC Oilers (1)                                      |
| 1992           | LPRC Oilers (2)                                      |
| 1993           | Mighty Barrolle (8)                                  |
| 1994           | National Port Authority Anchors (1)                  |
| 1995           | Mighty Barrolle (9)                                  |
| 1996           | Junior Professional FC                               |
| 1997           | Invincible Eleven (11)                               |
| 1998           | Invincible Eleven (12)                               |
| 1999           | LPRC Oilers (3)                                      |
| 1999-2001      | Mighty Barrolle (10)                                 |
| 2002           | LPRC Oilers (4)                                      |
| 2003           | Championnat abandonnée à cause de la guerre civile   |
| 2004           | Mighty Barrolle (11)                                 |
| 2005           | LPRC Oilers (5)                                      |
| 2006           | Mighty Barrolle (12)                                 |
| 2007           | Invincible Eleven (13)                               |
| 2008           | Monrovia Black Star FC (1)                           |
| 2009           | Mighty Barrolle (13)                                 |
| 2010-2011      | LISCR FC (1)                                         |
| 2012           | LISCR FC (2)                                         |
| 2012-2013      | Barrack Young Controllers FC (1)                     |
| 2013-2014      | Barrack Young Controllers FC (2)                     |
| 2015           | Nimba United F.C. (1)                                |
| 2016           | Barrack Young Controllers FC (3)                     |
| 2016-2017      | LISCR FC (3)                                         |
| 2018           | Barrack Young Controllers FC (4)                     |
| 2019           | LPRC Oilers (6)                                      |
| 2019-2020      | Saison abandonnée à cause de la pandémie de Covid-19 |
| 2020-2021      | LPRC Oilers (7)                                      |
| 2021-2022      | Watanga FC (1)                                       |
| 2022-2023      | LISCR FC (4)                                         |
| 2023-2024      | Watanga FC (2)                                       |

## Bilan
| Club                          | Titres | Année                                                                        |
| ----------------------------- | ------ | ---------------------------------------------------------------------------- |
| Invincible Eleven             | 13     | 1963, 1964, 1965, 1966, 1980, 1981, 1983, 1984, 1985, 1987, 1997, 1998, 2007 |
| Mighty Barrolle               | 13     | 1967, 1972, 1973, 1974, 1986, 1988, 1989, 1993, 1995, 2001, 2004, 2006, 2009 |
| LPRC Oilers                   | 7      | 1991, 1992, 1999, 2002, 2005, 2019, 2021                                     |
| Barrack Young Controllers FC  | 4      | 2013, 2014, 2016, 2018                                                       |
| LISCR FC                      | 4      | 2011, 2012, 2017, 2023                                                       |
| Saint Joseph Warriors FC (en) | 3      | 1976, 1978, 1979                                                             |
| Watanga FC                    | 2      | 2022, 2024                                                                   |
| NPA Anchors (en)              | 1      | 1994                                                                         |
| Junior Professional FC        | 1      | 1996                                                                         |
| Monrovia Black Star FC (en)   | 1      | 2008                                                                         |
| Nimba United FC               | 1      | 2015                                                                         |